# Alexandru Ene
Alexandru Ene (también conocido como Alexandru Ene I; Brăila, 19 de septiembre de 1928 – 22 de mayo de 2011) fue un futbolista rumano que jugó como delantero. 

## Club career
Alexandru Ene comenzó en el equipo juvenil del Olympia București de 1941 a 1947. Ese año fue fichado por el Metalul București de la Divizia B. Fue promocionado a la Divizia A donde hizo su debut con el entrenador Augustin Botescu el 22 de agosto de 1948 con una derrota 6–1 contra CFR Timișoara. Fue traspasado al Dinamo București en 1951 donde estuvo 8 temporadas, con un breve paso en 1953 por el Dinamo Brașov, para volver al Dinamo un año después. En 1954, se convertiría en el pichichi de la Liga con 20 goles y un año después sería clave para que el equipo consiguiera su primer título de la historia. Ene esa temporada marcaría 14 goles en 23 partidos, convirtiéndose en el pichichi del equipo. En 1959, conseguiría el título de la Cupa României y jugó en el primer partido de un equipo rumano en la Copa de Europa en la 1956-1957 con una victoria de 3–1 sobre Galatasaray S.K. y en el que él marcó el último gol. Fueron eliminados en la siguiente fase a base del CDNA Sofia. Ene jugó cuatro partidos en toda la campaña. El 19 de junio de 1960 Ene jugó su último partido de la Divizia A con el Dinamo con una derrota de 3–1 contra el Farul Constanța. En total, jugaría 179 partidos marcando 105 goles. Después de su retirada, trabajó en otras facetas del fútbol, como vicepresidente del Dinamo desde 1971 hasta 1973. Alexandru Ene moriría el 22 de mayo de 2011 a los 82 años.

## Selección nacional
Alexandru Ene jugó 10 partidos donde marcó 5 goles a nivel internacional con la selección rumana, haciendo su debut con el seleccionador Gheorghe Popescu I el 28 de junio de 1953 con una victoria en casa de 3–1 contra Bulgaria en la clasificación para la Copa Mundial de Fútbol de 1954 en la que marcó un gol. Hizo dos apariciones más en el clasificación del Mundial de 1954 y marcó dos goles más con Grecia y Yugoslavia en los clasificación para la Copa Mundial de Fútbol de 1958. Ene hizo su última aparición con la selección rumana el 14 de septiembre de 1958 en un amistosos que acabaría con una derrota de 3–2 contra RDA en el que marcaría su quinto gol.

## Honours

### Club
Metalul București
- Divizia B: (1947–48)[1]

Dinamo București
- Divizia A: (1955)[1]
- Cupa României: (1958–59)[9]

### Individual
- Pichichi Divizia A: (1954)[4]